# Sports et transports!
Pour plus de détails, voir Fiche technique et Distribution.
Sports et transports! est un court-métrage d'animation réalisé en 1952 par Colin Low pour l’Office national du film du Canada qui est un compte humoristique de l'histoire du transport canadien. Le film a été produit en anglais en 1952 sous le titre The Romance of Transportation in Canada avec narration écrit par Guy Glover (en) et interprété par Max Ferguson (en) en anglais, et par Jean-Louis Roux pour la sortie de film en français en 1953. Initialement destiné à un usage éducatif, le film a remporté la Palme d'or du court métrage d'animation au Festival de Cannes 1953 et a été le premier film d'animation de l'ONF nommé aux Oscars,,,. Il a également remporté un prix spécial à la 7e cérémonie des British Academy Film Awards.

## Fiche technique
- Titre : Sports et transports!
- Réalisation : Colin Low
- Scénario : Guy Glover
- Musique : Eldon Rathburn
- Photographie : Lyle Enright
- Montage :
- Production : Tom Daly
- Société de production : Office national du film du Canada
- Pays :  Canada
- Genre : Animation et historique
- Durée : 12 minutes
- Dates de sortie : 
  -  Canada : 1952